# Gai Anni Lusc
Gai Anni Lusc (llatí: Gaius Annius T. f. T. n. Luscus) va ser un magistrat romà que va viure als segles II aC i I aC. Era probablement fill de Tit Anni Lusc, cònsol l'any 128 aC. Formava part de la gens Ànnia i era de la família dels Lusc.
Va ser comandant de la guarnició de Leptis a les ordres de Quint Cecili Metel Numídic, durant la guerra de Jugurta l'any 108 aC. Més tard va ser pretor (81 aC), i Sul·la el va enviar a la Tarraconense amb autoritat proconsular contra Sertori. En aquest càrrec, va fer retirar els sertorians, travessant els passos dels Pirineus, cap a Hispània, a Cartago Nova, i pel nombre superior de les seves forces tant per terra com per mar, els va deixar en situació precària.